# 圣欧班-塞洛维尔
圣欧班-塞洛维尔（法語：Saint-Aubin-Celloville，法語發音：[sɛ̃t‿obɛ̃ selɔvil]）是法国滨海塞纳省的一个市镇，属于鲁昂区。该市镇于1822年由原市镇圣欧班拉康帕涅（Saint-Aubin-la-Campagne）和塞洛维尔（Celloville）合并而成。

## 地理
圣欧班-塞洛维尔（49°21'50"N, 1°9'32"E）面积6.72 平方千米，位于法国诺曼底大区滨海塞纳省，该省份为法国北部沿海省份，其西部及北部濒大西洋英吉利海峡，东起顺时针与索姆省、瓦兹省、厄尔省和卡爾瓦多斯省接壤。
与圣欧班-塞洛维尔接壤的市镇（或旧市镇、城区）包括：贝尔伯夫、博斯、古伊、弗朗克维尔-圣皮埃尔、凯夫勒维尔-拉波特里、伊马尔。
圣欧班-塞洛维尔的时区为UTC+01:00、UTC+02:00（夏令时）。

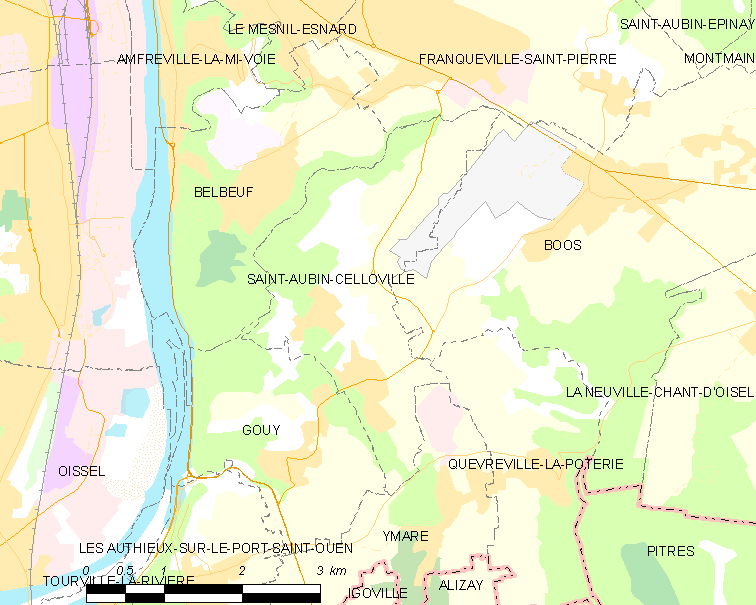
圣欧班-塞洛维尔的OSM定位图

## 行政
圣欧班-塞洛维尔的邮政编码为76520，INSEE市镇编码为76558。

## 政治
圣欧班-塞洛维尔所属的省级选区为达尔内塔勒县。

## 人口

1962-2008年间圣欧班-塞洛维尔人口变化图示

圣欧班-塞洛维尔于2022年1月1日时的人口数量为1182人。